# جلیل رسولی
محمد جلیل رسولی (زاده ۴ مهر ۱۳۲۶ همدان) چهرهٔ ماندگار خوشنویسی ایرانی است. او همزمان با شروع تحصیلاتش در عرصه هنر خوشنویسی فعال گردیده و در زمینه نقاشی‌خط آثاری را ارائه کرده‌است. رسولی از شاگردان سیدحسن میرخانی است. آثار متعددی از وی در داخل و خارج از ایران به نمایش گذاشته شده‌است. از فعالیت‌های شاخص وی، تولید «نام نوشت» فیلم محمد، ساختهٔ مجید مجیدی، و همچنین خوشنویسی بیتی از فردوسی نقش بسته بر پشت اسکناس پنج هزار تومانی را می‌توان نام برد. این هنرمند خوشنویس دارنده نشان درجه یک هنری می‌باشد و در سال ۱۳۸۲ به عنوان چهره ماندگار خطاطی برگزیده شده‌است. بزرگداشت وی در سال ۱۳۹۳ برگزار شد.

## زندگی‌نامه
محمد جلیل رسولی در ۴ مهر سال ۱۳۲۶ زاده شد. تحصیلات ابتدایی را در شهر همدان به پایان رساند و در سال ۱۳۳۵ همراه با خانواده به تهران مهاجرت کرد و تحصیلات متوسطه خویش را در تهران ادامه داد. او که از سال ۱۳۳۲ در همدان در زمینه خوشنویسی فعالیتش را آغاز کرده بود؛ از سال ۱۳۴۷ با سیدحسن میرخانی آشنا شد و تا سال ۱۳۵۱ در نزد او به یادگیری خطاطی پرداخت و از شاگردان موفق میرخانی شد. رسولی در ارتباط با رشته نقاشی‌خط نیز تجربیاتی داشته و در این شاخه نیز فعال بوده‌است. آثار نقاشی‌خط جلیل رسولی در داخل و خارج از کشور بارها در نمایشگاه‌های مختلفی برگزار شده و مورد بازدید مخاطبان خارجی و داخلی قرار گرفته‌است. یکی از مهم‌ترین موضوعات آثار جلیل رسولی آیات قرآنی است.  تابلوی معروف خوشنویسی «ان الحسین مصباح الهدی و سفینة النجاة» از آثار هنری برجسته او با موضوع عاشورا و حسین بن علی است.

## آثار
او درطول سال‌های فعالیت هنری‌اش آثار گوناگونی را خلق کرده است. تعدادی از این آثارش عبارتند از:
- کتابت «داستان فرود» از «شاهنامه فردوسی»
- کتابت «نهج البلاغه» و مجموعه آثار زیر:
- جان جانان
- چهار فصل
- یادگار عشق
- مرقع باغ سبز
- مرقع یادگار
- نام نوشت فیلم محمد

## نام نوشت فیلم محمد

نام نوشت فیلم محمد رسول‌الله اثر جلیل رسولی

وی دربارهٔ چگونگی ایجاد نام نوشت فیلم محمد گفت: «پس از مدتی یک محمد رسول‌الله گرافیکی نوشتم که به نظرم کار خوب و متفاوتی بود و از آثاری که داوری کرده بودیم نیز قوی‌تر آمد اما بعد از آنکه چند روز به این اثر فقط نگاه می‌کردم به این نتیجه رسیدم که از جنس فیلم نیست و با وجود آنکه نام‌نوشت خوبی است اما نمی‌تواند پیام فیلم را منتقل کند. وی ادامه داد: در نهایت به خود پیامبر توسل کردم و ناخودآگاه یک مرکب قهوه‌ای رنگ را جلوی خودم گذاشتم و با انگشت اشاره‌ام شروع به نوشتن کردم که برای اولین بار در تمام طول خوشنویسی‌ام این شیوه را اجرا می‌کردم. در هنگام نوشتن ابتدا انگشتم به لرزش افتاد که برای خودم هم تعجب‌برانگیز بود چرا که من به قدرت دست مشهور بودم اما بعد از مدتی تمام تنم به لرزش افتاد و متوجه شدم کاری که دارم انجام می‌دهم درست است و با اتمام آن به آرامش رسیدم. آقای رسولی در خاتمه گفت: برای من باعث افتخار است که اسم‌نوشت من بر پیشانی این فیلم نقش خواهد بست و مطمئن هستم فیلم محمد رسول‌الله در جهان اسلام باعث افتخار خواهد شد.»